# Кандор (селище, Нью-Йорк)
Кандор (англ. Candor) — селище (англ. village) в США, в окрузі Тайога штату Нью-Йорк. Населення — 786 осіб (2020).

## Географія
Кандор розташований за координатами 42°13′42″ пн. ш. 76°20′12″ зх. д. / 42.22833° пн. ш. 76.33667° зх. д. (42.228437, -76.336645).  За даними Бюро перепису населення США в 2010 році селище мало площу 1,14 км², уся площа — суходіл.

## Демографія
Згідно з переписом 2010 року, у селищі мешкала 851 особа в 331 домогосподарстві у складі 205 родин. Густота населення становила 746 осіб/км².  Було 355 помешкань (311/км²).
Расовий склад населення:
| - 97,3 % — білих - 0,8 % — чорних або афроамериканців - 0,1 % — корінних американців |

До двох чи більше рас належало 1,5 %. Частка іспаномовних становила 1,6 % від усіх жителів.
За віковим діапазоном населення розподілялося таким чином: 25,6 % — особи молодші 18 років, 61,2 % — особи у віці 18—64 років, 13,2 % — особи у віці 65 років та старші. Медіана віку мешканця становила 37,5 року. На 100 осіб жіночої статі у селищі припадало 88,3 чоловіків;  на 100 жінок у віці від 18 років та старших — 86,2 чоловіків також старших 18 років.
Середній дохід на одне домашнє господарство  становив 58 237 доларів США (медіана — 50 417), а середній дохід на одну сім'ю — 67 726 доларів (медіана — 66 346). Медіана доходів становила 50 192 долари для чоловіків та 41 071 долар для жінок. За межею бідності перебувало 15,6 % осіб, у тому числі 16,8 % дітей у віці до 18 років та 8,5 % осіб у віці 65 років та старших.
Цивільне працевлаштоване населення становило 311 осіб. Основні галузі зайнятості: освіта, охорона здоров'я та соціальна допомога — 29,3 %, роздрібна торгівля — 15,8 %, виробництво — 15,4 %.